# Gnesau
Gnesau – gmina w Austrii, w kraju związkowym Karyntia. w powiecie Feldkirchen. Według Austriackiego Urzędu Statystycznego liczyła 1078 mieszkańców (1 stycznia 2015).

## Współpraca
Miejscowość partnerska:
- Hornstein, Burgenland